# Froidestrées
Froidestrées és un municipi francès situat al departament de l'Aisne i a la regió dels Alts de França. L'any 2007 tenia 206 habitants.

## Demografia

### Població
El 2007 la població de fet de Froidestrées era de 206 persones. Hi havia 72 famílies de les quals 20 eren unipersonals (8 homes vivint sols i 12 dones vivint soles), 12 parelles sense fills i 40 parelles amb fills.
La població ha evolucionat segons el següent gràfic:
Habitants censats

### Habitatges
El 2007 hi havia 84 habitatges, 71 eren l'habitatge principal de la família, 4 eren segones residències i 8 estaven desocupats. Tots els 83 habitatges eren cases. Dels 71 habitatges principals, 62 estaven ocupats pels seus propietaris, 8 estaven llogats i ocupats pels llogaters i 1 estava cedit a títol gratuït; 2 tenien una cambra, 1 en tenia dues, 14 en tenien tres, 14 en tenien quatre i 40 en tenien cinc o més. 44 habitatges disposaven pel capbaix d'una plaça de pàrquing. A 24 habitatges hi havia un automòbil i a 41 n'hi havia dos o més.

### Piràmide de població
La piràmide de població per edats i sexe el 2009 era:
| Homes | Edats   | Dones |
| ----- | ------- | ----- |
| 0     | 95 o +  | 0     |
| 0     | 90 a 94 | 0     |
| 0     | 85 a 89 | 0     |
| 0     | 80 a 84 | 0     |
| 4     | 75 a 79 | 0     |
| 8     | 70 a 74 | 0     |
| 4     | 65 a 69 | 4     |
| 0     | 60 a 64 | 12    |
| 4     | 55 a 59 | 0     |
| 8     | 50 a 54 | 12    |
| 12    | 45 a 49 | 4     |
| 8     | 40 a 44 | 12    |
| 8     | 35 a 39 | 12    |
| 4     | 30 a 34 | 12    |
| 0     | 25 a 29 | 0     |
| 8     | 20 a 24 | 8     |
| 4     | 15 a 19 | 20    |
| 12    | 10 a 14 | 4     |
| 8     | 5 a 9   | 8     |
| 8     | 0 a 4   | 4     |

## Economia
El 2007 la població en edat de treballar era de 152 persones, 97 eren actives i 55 eren inactives. De les 97 persones actives 87 estaven ocupades (46 homes i 41 dones) i 10 estaven aturades (5 homes i 5 dones). De les 55 persones inactives 9 estaven jubilades, 21 estaven estudiant i 25 estaven classificades com a «altres inactius».

### Ingressos
El 2009 a Froidestrées hi havia 73 unitats fiscals que integraven 204 persones, la mediana anual d'ingressos fiscals per persona era de 15.171,5 €.

### Activitats econòmiques
Dels 4 establiments que hi havia el 2007, 1 era d'una empresa alimentària, 1 d'una empresa de fabricació d'altres productes industrials, 1 d'una empresa de comerç i reparació d'automòbils i 1 d'una empresa de transport.
L'any 2000 a Froidestrées hi havia 11 explotacions agrícoles que ocupaven un total de 352 hectàrees.

## Poblacions més properes
El següent diagrama mostra les poblacions més properes.